# Hrádek u Sušice
Hrádek (deutsch Hradek, 1939–45: Bürgel) ist eine Gemeinde in Tschechien. Sie liegt vier Kilometer nördlich von Sušice und gehört zum Okres Klatovy.

## Geographie
Hrádek befindet sich im Vorland des Böhmerwaldes am Flüsschen Ostružná. Südlich erhebt sich der Svatobor (845 m). 

## Geschichte
Die erste schriftliche Erwähnung des Dorfes stammt aus dem Jahr 1298. Der heutige Ortsteil Zbynice wurde bereits 1169 und Čejkovy schon im Jahr 1045 erwähnt.

## Gemeindegliederung
Die Gemeinde Hrádek besteht aus den Ortsteilen Čejkovy (Tschejkow, auch Scheikow), Čermná (Tscherma, auch Scherma), Hrádek (Hradek), Kašovice (Kaschowitz), Odolenov (Wodolenow), Tedražice (Tedraschitz) und Zbynice (Zbinitz, auch Sbinitz). Grundsiedlungseinheiten sind Čejkovy, Čermná, Hrádek, Kašovice, Odolenov, Puchverk (Puchwerk), Tedražice, V Luhu (Podzdaun) und Zbynice. Zu Hrádek gehören außerdem die Einschichten Cihelna, Dalovice (Dalowitz), Pazderna, Vodolenka (Wodolenka), Zamyslice (Zamislitz) und Zdouň (Zdaun).
Das Gemeindegebiet gliedert sich in die Katastralbezirke Čejkovy, Čermná, Hrádek u Sušice, Odolenov, Tedražice und Zbynice.

## Sehenswürdigkeiten
- Das Schloss in Hrádek wurde nach Rekonstruktion 2010 wieder eröffnet. Auf dem Gelände befinden sich ein Hotel mit Restaurant, ein Museum für František Pravda, die Kapelle der heiligen Walburga und ein Park.
- Burgruine Kašovice (Sage von der Prinzessin mit dem goldenen Stern auf der Stirn)
- romanisch-gotische Kirche des heiligen Laurentius in Zdouň, sie war die Dorfkirche der erloschenen Goldseifnersiedlung Vzduny
- Kirche Mariä Verkündigung (Kostel Zvěstování Panny Marie) in Zbynice
- Kapelle Mariahilf in Odolenka

## Galerie

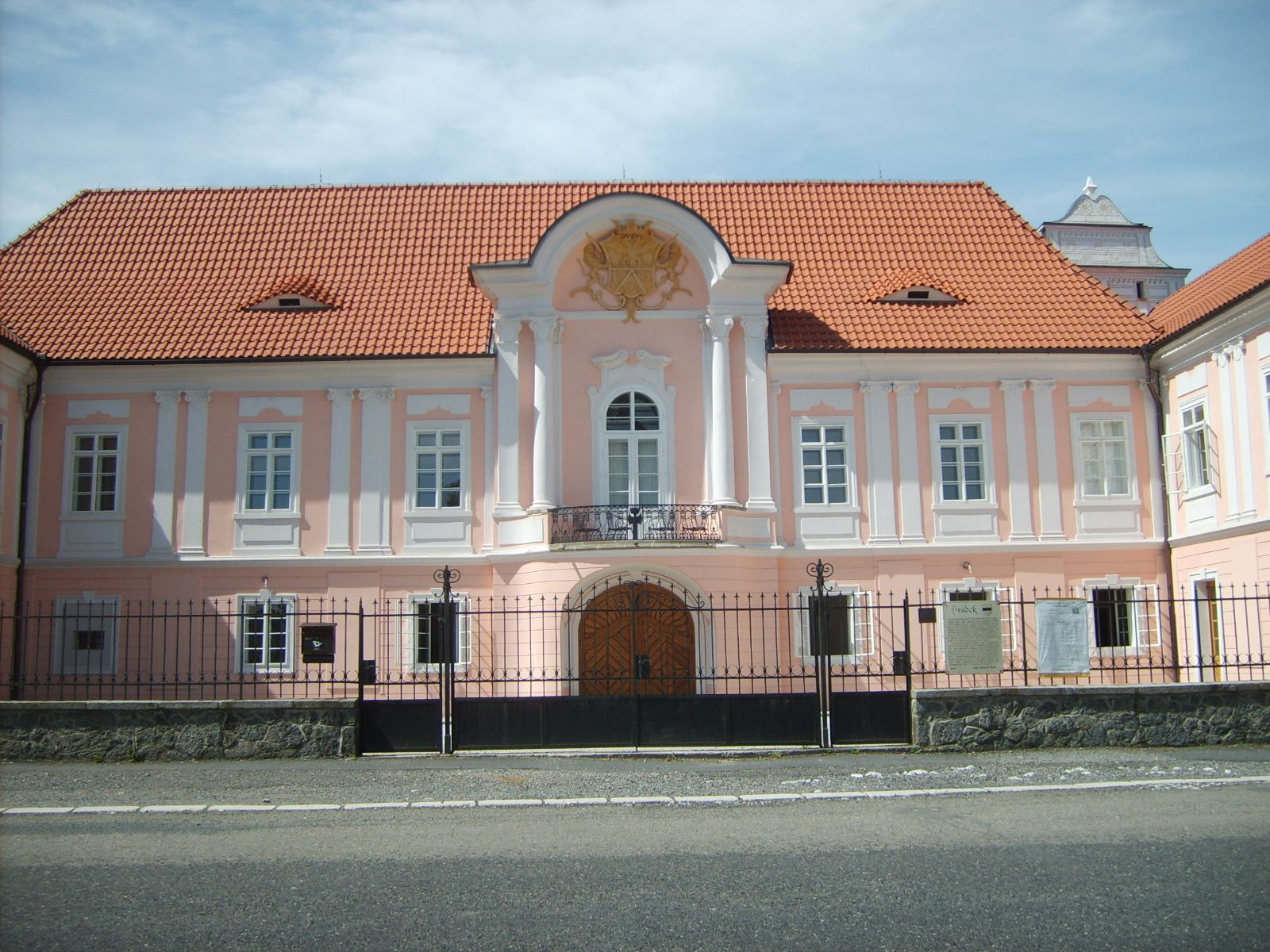
Schloss Hrádek
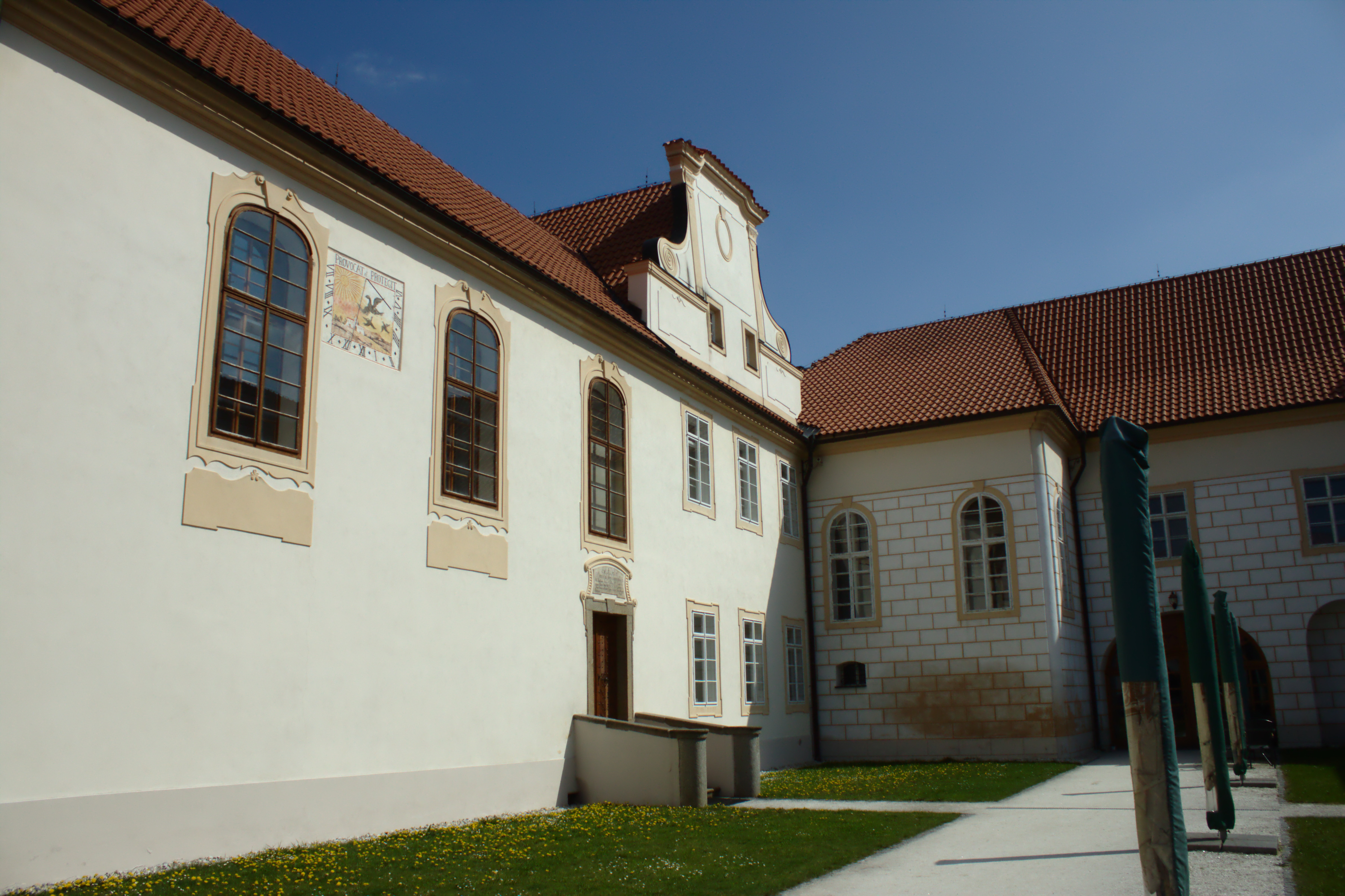
Schlosshof
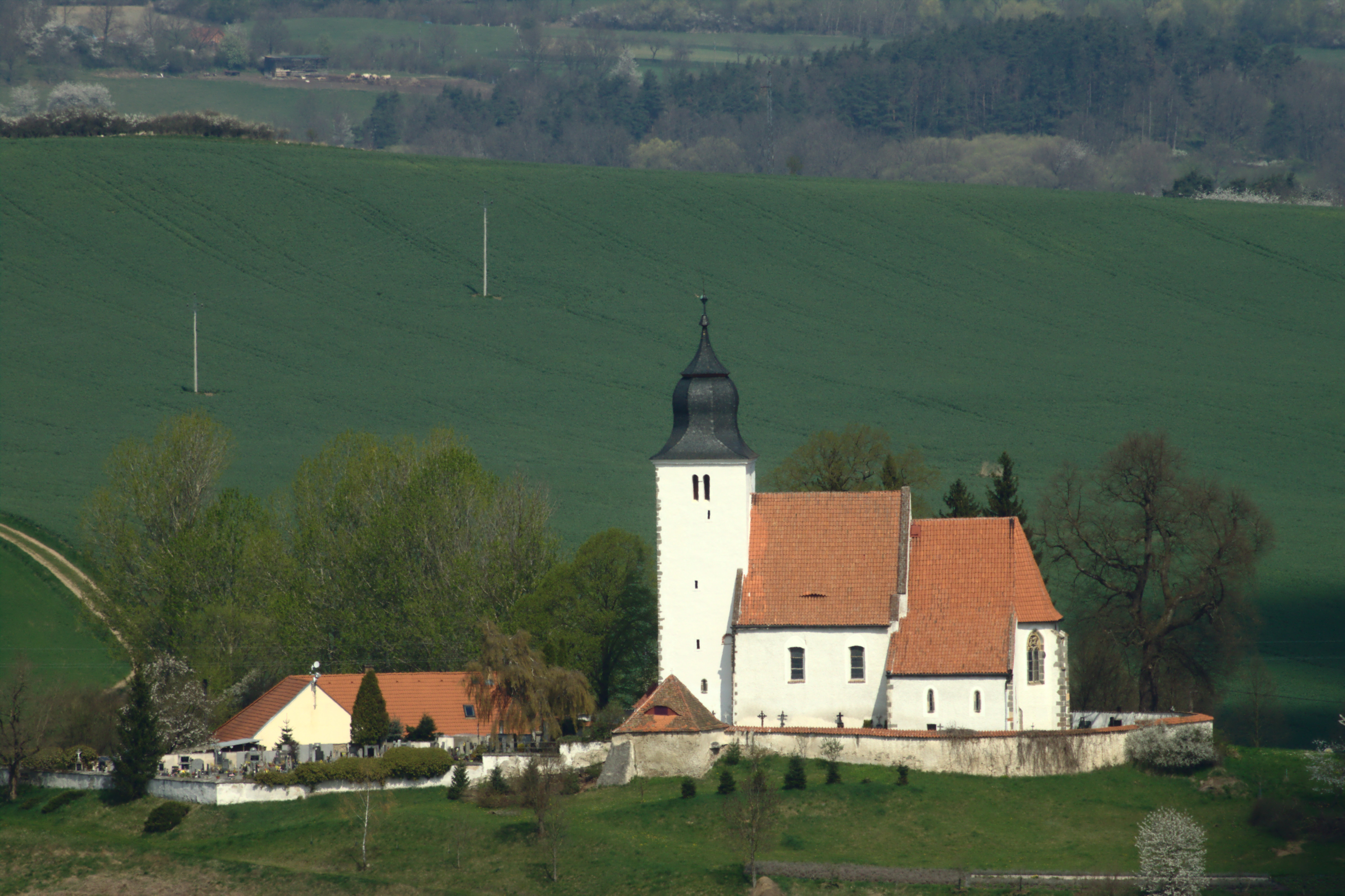
Blick auf die Kirche St. Laurentius
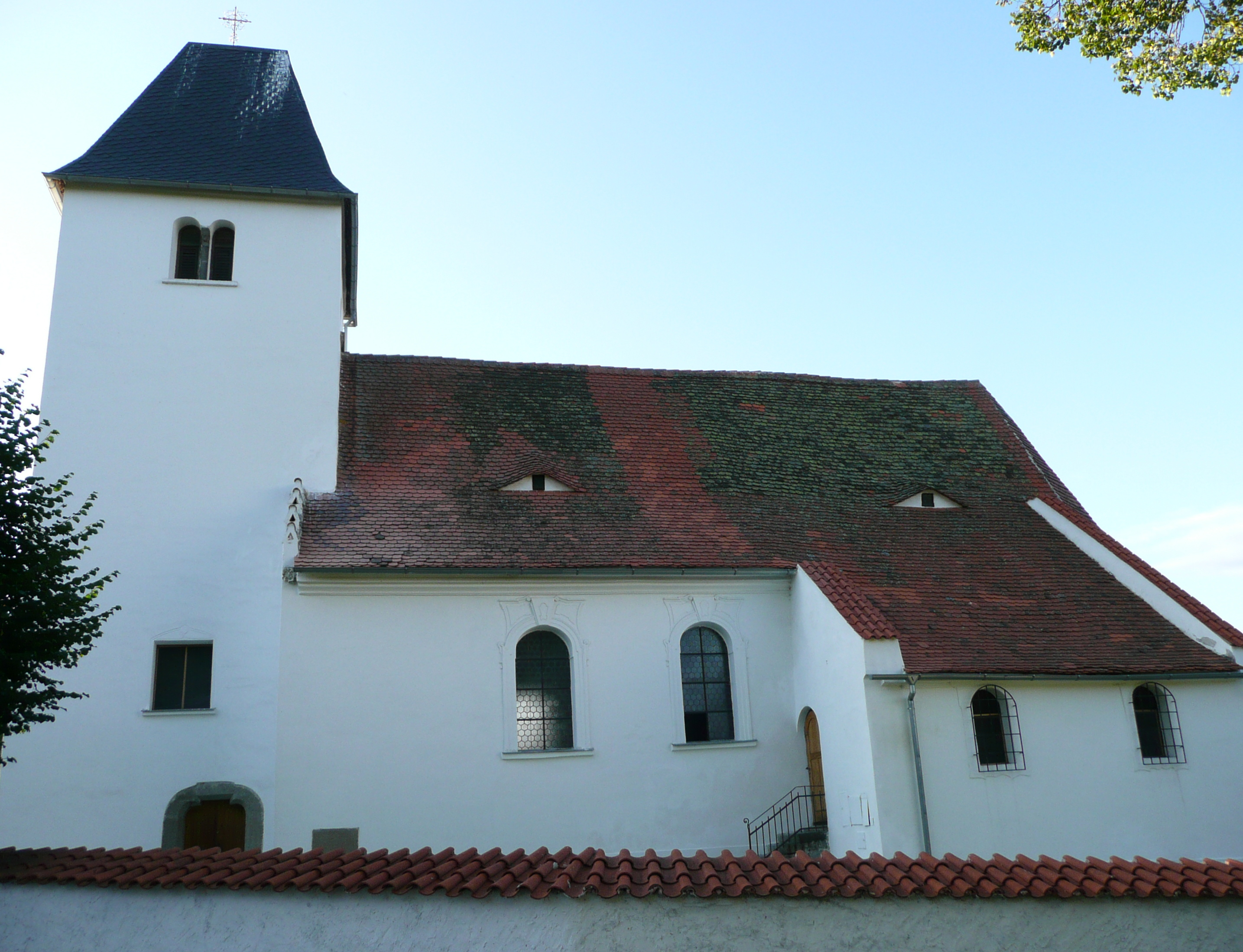
Kirche Mariä Verkündigung in Zbynice

## Verkehr
Neben der Bahnstation in Hrádek gibt es noch einen weiteren Halt Mokrosuky bei Kašovice an der Bahnstrecke Horažďovice předměstí–Klatovy.
Durch Hrádek führt die Staatsstraße II/187 zwischen Sušice und Kolinec.